# Tanaecia cooperi
Tanaecia cooperi är en fjärilsart som beskrevs av Robert Christopher Tytler 1940. Tanaecia cooperi ingår i släktet Tanaecia och familjen praktfjärilar. Inga underarter finns listade i Catalogue of Life.